# Raúl de Antas Manso Preto Mendes Cruz
Raúl de Antas Manso Preto Mendes Cruz (* 8. Mai 1893 in Digueifel, Vila Pouca de Aguiar, Oliveira  do  Hospital, Portugal; † 31. Dezember 1945 in Lissabon, Portugal) war ein portugiesischer Offizier und Kolonialverwalter.

## Werdegang
Cruz absolvierte den Feldartilleriegeschützkurs am 25. Mai 1916 an der Schule der Armee und studierte dann Medizin und Chirurgie an der medizinischen Fakultät der Universität von Lissabon. Im Jahre 1917 nahm er an der Bewegung 5 de Dezembro 1917 teil, die unter Hauptmann Sidónio Pais revoltierte und die Macht übernahm. Am 16. September 1918 fuhr er mit dem Schiff nach Frankreich als Leutnant des Corpo Expedicionário Português (CEP), das im Ersten Weltkrieg auf Seiten der Entente kämpfte. Am 5. April 1919 kehrte Cruz nach Lissabon zurück und wurde als Artillerist Mitglied des Generalstabes und der Generalinspektion der Artillerie. Als Arzt spezialisierte er sich auf Hautkrankheiten. Im Krieg hatte Cruz eine Verwundung erlitten und war nun Invalide.

Wappen von Portugiesisch-Timor ab 1935

Im Range eines Majors wurde Cruz 1934 zum Generalgouverneur der Überseeprovinz von Portugiesisch-Timor ernannt. Das Amt hatte er bis 1936 inne. Im Auftrag der Diktatur des Estado Novo sollte er in der Kolonie die beschlossenen Reformen umsetzen. So wurden die Militärkommandos in ein ziviles Verwaltungssystem umgewandelt. Es gab neue Impulse bei der Ausbildung der einheimischen Bevölkerung und der Sozialhilfe. Grund dafür war das neue Ziel der kulturellen Assimilierung und die Ausrichtung auf eine imperiale Politik. 1934 beauftragte Cruz die katholischen Missionen mit der Grundschulbildung der Timoresen zur Verbreitung der portugiesischen Sprache und landwirtschaftlichen Wissens. Außerdem sollten die Schüler Kenntnisse über Lesen und Schreiben, Rechnen, Zeichnen und die Geographie Timors und seiner Lage im portugiesischen Reich erwerben. Dazu kamen Hygienepraktiken, Chorgesang und landwirtschaftliche Arbeit. Nach zwei Jahren konnten Schüler nach einer Eignungsprüfung die Schule noch zwei weitere Jahre besuchen. Die sanitären Einrichtungen in der kolonialen Hauptstadt wurden verbessert. Auch mehrere repräsentative Gebäude in der Kolonie entstanden in den ersten Jahren des Estado Novo. Im Juni 1936 führte Cruz portugiesische Namen für mehrere timoresische Orte ein, die aber kurz nach dem Zweiten Weltkrieg wieder abgeschafft wurden.
Später war Cruz Zivilgouverneur von Évora.

## Auszeichnungen
- Ritterorden von Avis (Kommandeur)
- Christusorden (Kommandeur)[2]